# Ketty Régent-Talbot
Kettie Régent-Talbot, née le 24 août 1961 aux Vieux-Habitants (Guadeloupe), est une athlète française, spécialiste du sprint.
Elle remporte aux Jeux de la Francophonie de 1989 à Casablanca la médaille d'or du relais 4x400 mètres. L'année suivante, elle est sacrée championne de France en salle à Liévin sur 400 mètres.